# Northrop Grumman E-2 Hawkeye

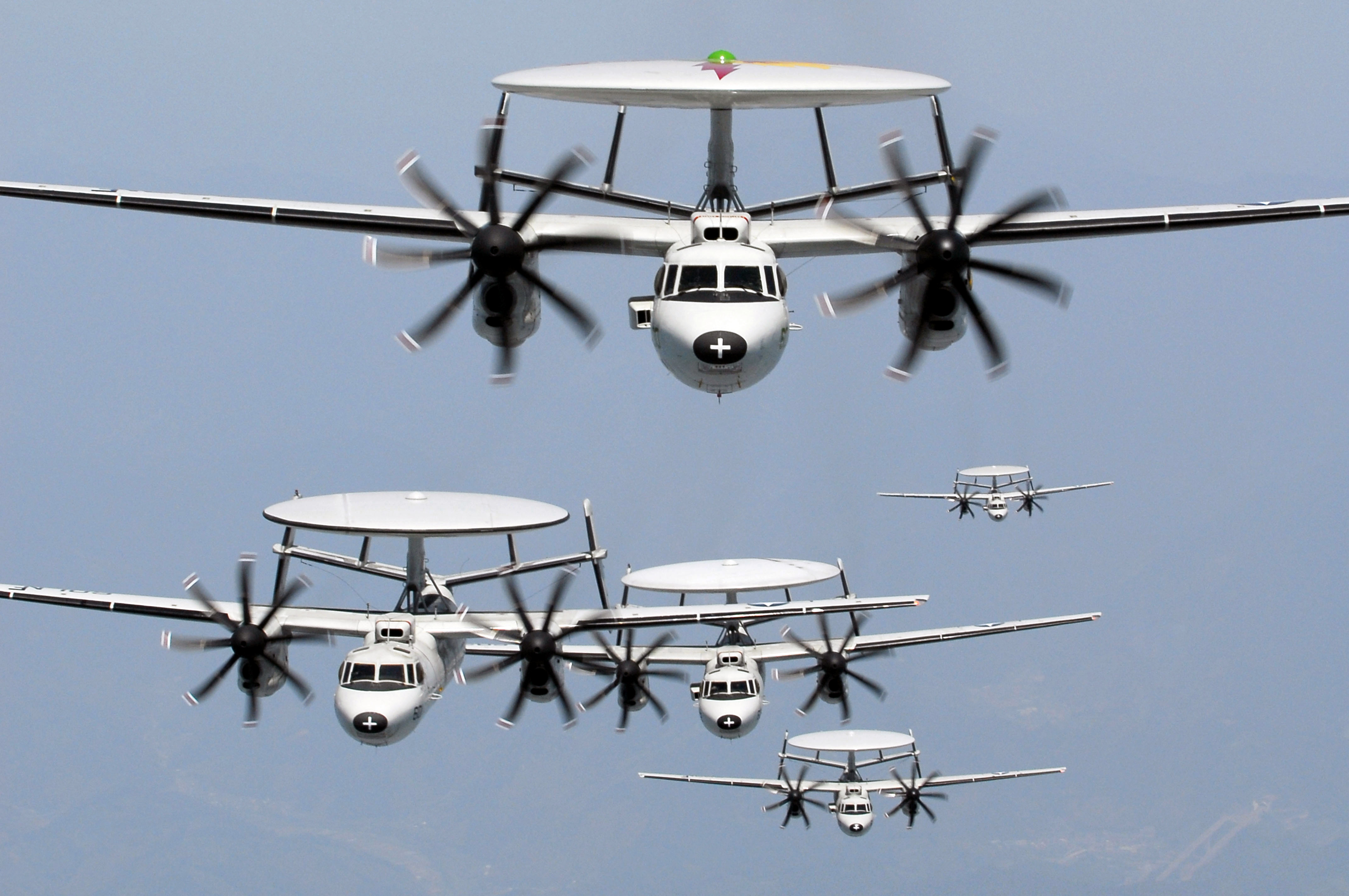
Pięć Grummanów w barwach amerykańskich

Northrop Grumman E-2 Hawkeye – pokładowy samolot wczesnego ostrzegania, opracowany na zlecenie US Navy przez zakłady Grummana.

## Wykorzystanie
Samolot jest mniejszą i tańszą alternatywą dla systemu AWACS zastosowanego m.in. na samolotach Boeing E-3 Sentry. Jest to przystosowany do wszystkich warunków pogodowych samolot, który mieści na swoim pokładzie taktyczną latającą platformę wczesnego ostrzegania, dowodzenia i kontroli dla całej grupy bojowej lotniskowca. Mniej częstymi przykładami wykorzystania samolotu są m.in. kontrola powietrzna obszaru działania grupy lotniskowca, nadzór nad przechwytywaniem obcych samolotów przez myśliwce, naprowadzanie lotnictwa szturmowego na cele, koordynacja operacji poszukiwawczo-ratunkowych i zwalczania okrętów podwodnych oraz retransmisja komunikacyjna.
Obecnie w każdym skrzydle powietrznym lotniskowca (CVW) znajduje się jedna eskadra składająca się z 4-5 E-2C Hawkeye. E-2C skrajnie efektywnie współpracuje również z agencjami rządowymi USA w operacjach antynarkotykowych.

## Wyposażenie
Najważniejszymi urządzeniami samolotu są trzy czujniki: radar, system identyfikacji swój-obcy i system detekcji pasywnej. Czujniki te są zintegrowane poprzez komputer ogólnego zastosowania, który pozwala E-2C prowadzić operacje wczesnego ostrzegania, analizy zagrożeń i kontroli operacji przeciwnika przeciwko celom powietrznym i pływającym. E-2C dzięki nowoczesnemu wyposażeniu łączy w sobie najnowsze osiągnięcia techniki wojskowej.

## Misje
E-2C jako samolot wczesnego ostrzegania kierował myśliwce F-14 Tomcat i prowadził powietrzne patrole bojowe przeciwko celom terrorystycznym w Libii w 1986 roku. Samoloty E-2C i krążowniki z systemem AEGIS posiadały całkowity nadzór powietrzny nad flotą amerykańską. W tym czasie samoloty amerykańskie wykonały 153 przechwycenia prób nalotu na flotę USA przez lotnictwo libijskie, przechwycenia myśliwców USA lub zbierały informacje wywiadowcze. Ani razu samolot libijski nie dostał się na pozycję umożliwiającą otwarcie ognia, wszystkie zostały wcześniej namierzone przez lotnictwo USA lub wyrzutnie rakiet AEGIS.

## Modele

### W2F-1
Pierwszy model Hawkeye'a, nazwa została zmieniona na E-2A w 1962 r.

### E-2A Super Fudd
Pierwszy produkowany model wykonany został 21 października 1960 roku. Nie posiadał on jeszcze zamontowanego radaru, a jedynie stanowił podstawę konstrukcyjną. Wersję z systemem radarowym oblatano 16 kwietnia 1961 roku. Był to górnopłat, który posiada składane wzdłuż kadłuba skrzydła przy pomocy instalacji hydraulicznej. Charakterystyczne jest usterzenie ogonowe, które posiada cztery stateczniki pionowe, których ilość równoważyła ich niewielką wysokość. Podwozie jest trzypunktowe z przednią golenią. W celu ochrony przed oblodzeniem zastosowano system odladzania pneumatycznego. W środkowej części kadłuba umiejscowione są drzwi wraz ze schodami. Do nowych silników Allisona użyto czterołopatowych śmigieł. Radar jaki został zamontowany przy pomocy pięciu wsporników na grzbiecie samolotu to General Electric AN/APS-96. Posiadał on na tamte czasy nowoczesną antenę talerzową o średnicy 731 cm, która obracała się wokół własnej osi w liczbie 6 obrotów na minutę. Podczas hangarowania istniała możliwość opuszczenia anteny o około 60 cm. Podczas działania jego zasięg wykrywania ustalono na 370 km przy wysokości 9,1 km. Załogę stanowią dwaj piloci oraz trzyosobowa obsługa radarowa.:Służbę czynną samoloty zaczęły w styczniu 1964 roku w dywizjonie przybrzeżnym VAW-11, a w 1966 zostały przeniesione na pokład USS Kitty Hawk. W lipcu 1966 roku nowe samoloty zostały dostarczone do VAW-12. W kwietniu 1967 roku pododdziały samolotów wczesnego ostrzegania zostały zmienione w samodzielne dywizjony. Z VAW-11 powstały: VAW-111, VAW-112, VAW-113 i VAW-114 natomiast z VAW-12 utworzono: VAW-120, VAW-121, VAW-122 i VAW-123. Wadą maszyny stał się wlot powietrza zasilający systemy chłodzące aparatury pokładowej, który nie był na tyle wydajny i ówczesne komputery z bębnami magnetycznymi przestawały działać. Również brak dostatecznej ochrony przed wodą morską skutkował korodowaniem samolotów. W styczniu 1965 roku po odebraniu ostatniego 59 samolotu wstrzymano produkcję samolotu E-2A.

### TE-2A
Dwa E-2A przeznaczone do prowadzenia szkoleń.

### YC-2A
Dwa E-2A przerobione na prototypy Grumman C-2 Greyhound.

### E-2B
Kongres Stanów Zjednoczonych postawił w stan oskarżenia US Navy za zakup niesprawdzonych technologii. Aby zapobiec odpowiedzialności wytwórnia Grumman wraz z marynarką wojenną rozpoczęły program modernizacyjny samolotów. Stare urządzenia komputerowe na dyskach bębnowych zamieniono na wersje cyfrowe Litton L-304. W ten sposób pierwszy E-2B oblatano 20 lutego 1969 roku i następnie poddano modernizacji 49 sztuk E-2A. Były one stopniowo przywracane do służby w latach 1969-1971. Cztery E-2A przerobiono na TE-2A. Modernizacje były rozwiązaniem przejściowym i konieczne było unowocześnienie samolotu. Rozpoczęto program P3I, na mocy którego zmieniono radar na AN/APS-111, który przysłużył się powstaniu radaru AN/APS-120. Dawał on możliwość wykrywania celów ruchomych na lądzie i dla tego radaru powstała nowa wersja samolotu E-2C.

### YE-2C
Dwa E-2A przerobione na prototypy E-2C.

### E-2C Basic Charlie / Group 0
20 stycznia 1971 roku został oblatany pierwszy zmodyfikowany prototyp. Dzięki udanym próbom został przyjęty do produkcji seryjnej i pierwszy samolot z linii montażowej został oblatany 23 września 1972 roku. Modernizacje samolotu można określić w punktach:
- silniki T56-A-422 o mocy 4910 KM każdy zostały zastąpione przez T56-A-425
- nowy system komputerowy Litton OL-77 (dwa komputery Litton L-304)
- Radar AN/ALR-59 PDS – lokalizował fale elektromagnetyczne
- Nowa owiewka nosowa. Dłuższa o 40 cm
- Montaż anten na krawędziach natarcia stateczników pionowych – pokrycie radarem 360*.
- montaż systemu nawigacji inercyjnej AN/ASN-92
- montaż systemu informacji o kursie i wysokości AN/ASN-50
- komunikacja: 5 radiostacji UHF, 2 radiostacje VHF, łącze transmisji danych Link-4, system identyfikacji „swój-obcy” AN/APX-72 lub -76

Modernizacja oceniona została bardzo wysoko. Samolot dostał prawdziwie nowoczesną awionikę oraz ekonomiczne i mocne silniki. Czas lotu mógł teraz wynieść 4 godziny, a po lądowaniu załoga naziemna potrzebowała 15 minut do przygotowania samolotu do kolejnego patrolu. Łącze transmisji danych pozwalało na przekazywanie informacji samolotom F-14 Tomcat. W 1976 roku E-2C otrzymały nowszy radar AN/APS-125, którzy działał w systemie dooplerowskim. Pozwalało to na automatyczne śledzenie celów lądowych. W 1980 roku przeprowadzono drugi program modernizacji:
- nowy radar AN/APS-138 i antena w systemie TRAC-A – odporność na zakłócanie i brak martwych pól
- nowy system wykrywania i lokalizacji fal elektromagnetycznych – AN/ALR-73 PDS
- komputery o pamięci 48 kb (wcześniej 16 kb)
- odporna na zakłócenia radiostacja AN/ARC-182 Have Quick

Do 1988 roku US Navy odebrała 55 samolotów w obu wersjach, a pierwsze ich bojowe użycie miało miejsce 15 kwietnia 1986 roku podczas operacji „El Dorado Canyon” w Libii.

### E-2C Group I / Group II
Dzięki niezamknięciu linii produkcyjnej E-2C można było kontynuować budowę samolotów Group I. Zmodyfikowano w nich:
- nowy radar AN/APS-139 – obserwacja i śledzenie celów lądowych i odporność na zakłócenia
- nowe komputery Litton
- wydajniejszy system chłodzenia
- nowe silniki T56-A-427 o mocy 5100 KM każdy

Dzięki nowym silnikom spalanie spadło o 13% co przełożyło się na wydłużenie czasu lotu do 6 godzin, zasięgu do 2708 km, pułapu do 11 000 metrów i prędkości do 480 km/h. Łącznie powstało 18 sztuk Group I, które weszły do służby w 1988 roku w jednostkach Floty Atlantyckiej. Planowane było przerobienie wszystkich samolotów Group 0 na I ale koszt przeróbek przekraczał wyprodukowania nowego samolotu. Postanowiono wycofać je do 2010 roku i zastąpić samolotami Group II. Ten program modernizacyjny obejmował:
- nowy radar AN/APS-145 ARPS – śledzenie 2000 celów, zasięg radaru 550 km
- nowe komputery Litton L-304
- nowy system identyfikacji „swój-obcy” – OL-483/AP IFF jako interrogator oraz transponder AN/APX-100 IFF
- 11 calowe wyświetlacze pozwalające na swoją obsługę piórami świetlnymi
- nowe łącze transmisji danych Link-16
- nowe radiostacje AN/ARQ-34-HF, AN/ARC-182 UHF/VHF oraz AN/ARC-158 UHF
- system planowania misji TAMPS  Samoloty weszły do służby w czerwcu 1992 roku w liczbie 50 sztuk. Po fuzji Grummana z firmą Northrop powstał Northrop Grumman w 1994 i w tym czasie zaplanowano kolejny program modernizacji samolotów E-2C.

### E-2C+ Group II Plus / Hawkeye 2000
Modernizacje samolotów obejmowały:
- ulepszenie systemu nawigacji inerycjnej CAINS – dodano odbiornik GPS o dokładności kilku metrów
- nowe komputery misji od firmy Raytheon
- nowe konsole dla operatorów radaru Lockheed Martin ACIS z 16 calowymi wyświetlaczami
- nowy automatyczny system kontroli lotu AFCS  Kiedy trwały prace nad modernizacjami do standardu Group II+ program powiększono i nadano mu nazwę „Hawkeye 2000”. W powiększeniu modernizacji przeprowadzono montaże:
- nowy system dystrybucji danych CEC – zbieranie informacji taktycznych z różnych źródeł
- system łączności satelitarnej AN/UCS-42 Mini-DAMA SATCOM
- nowy system wykrywania i lokalizacji fal elektromagnetycznych AN/ALQ-217
- nowe kompozytowe ośmio-łopatowe śmigła Hamilton Sundstrand NP2000  Pierwszy Hawkeye 2000 został oblatany 1998 roku rozpoczynając produkcję seryjną rok później. Kontrakt na samoloty warty był 1,3 miliarda dolarów, a czas realizacji określono na pięć lat. Pierwszy samolot został odebrany przez marynarkę w październiku 2001, a ostatni z nowych samolotów we wrześniu 2009 roku. Do 2004 roku w nowy rodzaj śmigła wyposażono wszystkie kiedykolwiek wyprodukowane samoloty E-2 ze względu na ich cichszą pracę i mniejsze wibracje. Pierwszy raz samolot użyty bojowo został w 2003 roku podczas operacji „Iraq Freedom” w Iraku.

### E-2D Advanced Hawkeye
Podczas prac nad wcześniejszą generacją rozpoczęto planowanie następnej, która miała by zastąpić używane E-2C. Głównym punktem modernizacji byłby radar AN/APY-9 MESA który poza anteną talerzową posiada również dodatkową antenę skanowania fazowego. Taki układ pozwalał na pracę radaru podczas skanowania przestrzeni wokół niego samego jak i pozostałych celach. Samolot otrzymał by również nową awionikę i modernizacje:
- radar AN-APY-9 – promień działania 600 km
- „szklany” kokpit z trzema 17 calowymi wyświetlaczami
- nowe panele obsługi radaru z 20 calowymi wyświetlaczami
- nowy komputer misji – 3000 wskazań na sekundę
- nowe oprogramowanie rozszerzone o 2 miliony linii kodu
- nowy system wykrywania i lokalizacji fal elektromagnetycznych
- łączność radiowa: HF, V/UHF, TACAN, MIDS Voice, Link 11, Link 16, AN/ARC-210 SATCOM
- system diagnostyczny samolotu
- nowa architektura systemów – szybsza modernizacja
- wzmocnione silniki Rolls-Royce T56-A-427A o mocy 5100 KM ze sterowaniem elektronicznym i wałem śmigła i przekładnią

Oblot pierwszego samolotu miał miejsce 3 sierpnia 2007 roku. Do 2011 roku marynarka wojenna otrzymała sześć egzemplarzy do testów operacyjnych. W ramach testów przechwycono nad lądem pocisk manewrujący i naprowadzono na niego pocisk kierowany „woda-powietrze” oraz wykrywanie bezzałogowych samolotów. 12 lutego 2013 roku Pentagon wydał pozwolenie na produkcję seryjną, a US Navy zamówiła 75 samolotów. Mają one zostać dostarczone do 2024 roku.

### E-2T
E-2C wariant dla Republiki Chińskiej (Tajwan). Tajwan otrzymał cztery E-2T we wrześniu 1995 roku. W połączeniu z myśliwcami F-16 i Mirage 2000 E-2T zwiększy możliwości tajwańskiej obrony przeciwlotniczej, skracając czas ostrzeżenia o ataku do 5–25 minut.

## Użytkownicy
- Japonia – w 2015 roku zamówiła pierwszy E-2D[2]. Do 2023 roku otrzymała pięć E-2D, zamówione było dalsze 16 oraz 10 egzemplarzy E-2C[3][4].
  - Japońskie Powietrzne Siły Samoobrony
    - 601. Eskadra
    - 603. Eskadra
- Tajwan – w służbie sześć E-2 (jak na 2023 rok)[5]
  - Siły Powietrzne Republiki Chińskiej
    - 6. Skrzydło Mieszane

- Egipt[6]
  - Egipskie Siły Powietrzne
    - 87 Eskadra

- Francja[6]
  - Marynarka Wojenna Francji
    - Flotylla 4F (E-2C Hawkeye 2000)[7]

- Meksyk[8]
  - Marynarka Wojenna Meksyku
    - 1. Eskadra Wczesnego Ostrzegania i Rozpoznania

- Stany Zjednoczone[6]
  - Marynarka Wojenna Stanów Zjednoczonych
    - VAW-113[9]
    - VAW-115[10]
    - VAW-116[11]
    - VAW-117[12]
    - VAW-120[13]
    - VAW-121[14]
    - VAW-123[15]
    - VAW-124[16]
    - VAW-125[17]
    - VAW-126[18]
    - VX-20[19]
    - VX-30][20]
    - VX-1[21]
    - Szkoła Broni Wczesnego Ostrzegania z Pokładów Lotniskowców[22]